# Colledimacine
Colledimacine ist eine italienische Gemeinde (comune) mit 153 Einwohnern (Stand: 31. Dezember 2023) in der Provinz Chieti in den Abruzzen. Sie liegt etwa 38 Kilometer südlich von Chieti und gehört zur Comunità Montana Aventino-Medio Sangro.